# Чивитанова Марке
Чивитанова Марке (итал. Civitanova Marche) град је у средишњој Италији. Град је друго по величини насеље округа Мачерата у оквиру италијанске покрајине Марке.

## Природне одлике
Град Чивитанова Марке налази се у средишњем делу Италије, на западној обали Јадрана, па је град важно приморско летовалиште. Град се развио дуж релативно уске обале, изнад које се дижу прва брда Апенина. На месту града река Кјенти се улива у море.

## Историја
На месту Чивитанове Марке постоји назнаке живота још из времена праисторије. Током времена Старог Рима дато подручје није имало већи значај.
Током средњег века на овом месту била је тврђава. Значајнији развој насеља везан је за 17. и 18. век, када се насзеље плански развија у циљу одбране од турских гусара.
Град се посебно развио од уједињења Италије у другој половини 19. века.

## Географија
| Клима (Чивитанова Марке)    | Клима (Чивитанова Марке) | Клима (Чивитанова Марке) | Клима (Чивитанова Марке) | Клима (Чивитанова Марке) | Клима (Чивитанова Марке) | Клима (Чивитанова Марке) | Клима (Чивитанова Марке) | Клима (Чивитанова Марке) | Клима (Чивитанова Марке) | Клима (Чивитанова Марке) | Клима (Чивитанова Марке) | Клима (Чивитанова Марке) | Клима (Чивитанова Марке) |
| Показатељ \ Месец           | .Јан.                    | .Феб.                    | .Мар.                    | .Апр.                    | .Мај.                    | .Јун.                    | .Јул.                    | .Авг.                    | .Сеп.                    | .Окт.                    | .Нов.                    | .Дец.                    | .Год.                    |
| --------------------------- | ------------------------ | ------------------------ | ------------------------ | ------------------------ | ------------------------ | ------------------------ | ------------------------ | ------------------------ | ------------------------ | ------------------------ | ------------------------ | ------------------------ | ------------------------ |
| Апсолутни максимум, °C (°F) | 22,3 (72,1)              | 20,6 (69,1)              | 24,6 (76,3)              | 26,8 (80,2)              | 31,1 (88)                | 35,1 (95,2)              | 40,5 (104,9)             | 37,6 (99,7)              | 34,5 (94,1)              | 28,4 (83,1)              | 25,2 (77,4)              | 23,0 (73,4)              | 40,5 (104,9)             |
| Средњи максимум, °C (°F)    | 9,2 (48,6)               | 10,2 (50,4)              | 13,6 (56,5)              | 16,9 (62,4)              | 21,7 (71,1)              | 25,6 (78,1)              | 28,2 (82,8)              | 28,1 (82,6)              | 24,5 (76,1)              | 19,4 (66,9)              | 13,9 (57)                | 10,4 (50,7)              | 28,2 (82,8)              |
| Средњи минимум, °C (°F)     | 1,4 (34,5)               | 1,6 (34,9)               | 3,6 (38,5)               | 6,4 (43,5)               | 10,9 (51,6)              | 14,5 (58,1)              | 16,9 (62,4)              | 17,2 (63)                | 14,0 (57,2)              | 10,0 (50)                | 5,7 (42,3)               | 2,6 (36,7)               | 1,4 (34,5)               |
| Апсолутни минимум, °C (°F)  | −13,2 (8,2)              | −12,7 (9,1)              | −12,2 (10)               | −1,0 (30,2)              | 2,8 (37)                 | 6,7 (44,1)               | 8,6 (47,5)               | 9,7 (49,5)               | 4,7 (40,5)               | 0,1 (32,2)               | −5,3 (22,5)              | −9,8 (14,4)              | −13,2 (8,2)              |
| Количина падавина, mm (in)  | 43,8 (17,24)             | 49,3 (19,41)             | 56,8 (22,36)             | 58,8 (23,15)             | 54,0 (21,26)             | 60,4 (23,78)             | 47,1 (18,54)             | 76,4 (30,08)             | 72,6 (28,58)             | 75,9 (29,88)             | 86,0 (33,86)             | 58,1 (22,87)             | 739,2 (291,01)           |
| [ тражи се извор ]          |                          |                          |                          |                          |                          |                          |                          |                          |                          |                          |                          |                          |                          |

## Становништво
Према резултатима пописа становништва 2011. у општини је живело 40.217 становника.
| 1931.  | 1936.  | 1951.  | 1961.  | 1971.  | 1981.  | 1991.  | 2001.  | 2011.  |
| ------ | ------ | ------ | ------ | ------ | ------ | ------ | ------ | ------ |
| 16.601 | 17.424 | 21.673 | 25.743 | 32.844 | 36.187 | 37.260 | 38.299 | 40.217 |

Чивитанова Марке данас има око 41.000 становника, махом Италијана. То је 3 пута више него пре 100 година.

## Партнерски градови
- Езине
- Сан Мартин
- Шибеник
- Скавина

## Галерија
- Стари део Чивитанове ноћу
- Главна градска црква
- Градско приобаље
- Градска кућа Чивитанове